# Ryoga Sekihara
Ryoga Sekihara (関原 凌河 Sekihara Ryoga?), född 20 juni 1991 i Miyazaki prefektur, är en japansk fotbollsspelare.
Sekihara började sin karriär 2010 i Kataller Toyama. 2013 flyttade han till Kamatamare Sanuki. Han avslutade karriären 2015.